# Todo sabe mejor con tocino

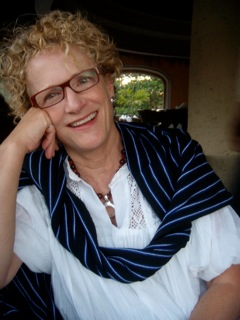
Sara Perry

Todo sabe mejor con Tocino, 70 recetas para la comida de cada día es un libro acerca de cocinar con tocino escrito por Sara Perry. Es una autora, comentarista de alimentos y columnista de ´´The Oregonian´´. El libro fue publicado en Estados Unidos el 1º de mayo del 2002, por Chronicle Books, y en una edición francesa en el 2004 por Les Éditions de I´Homme en Montreal. En él, Perry describe sus conceptos originales de recetas combinando azúcar y tocino. Su libro incluye recetas para platillos y postres con sabor a tocino.
El libro recibió opiniones principalmente positivas y sus recetas fueron selectas en The Best American Recipies 2003-2004. El ´´St. Petersburg Times´´ lo clasificó como “uno de los libros de cocina más interesantes y únicos” publicados, el ´´Pittsburgh Post-Gazette´´ lo destacó en el artículo “Favorite Cookbooks for 2002” y ´´The Denver Post´´ lo incluyó en la lista de los mejores libros de cocina en el 2002. Una opinión en el ´´Toronto Star´´ describió a la falta de creatividad de Perry en su elección de recetas. Recetas del trabajo aparecieron en libros de cocina relacionados.

## Antecedentes
Sara Perry es residente de Portland, Oregón y una columnista de The Oregonian, un comentador de restaurantes en la radio y autor de un libro de cocina. Antes de Todo sabe mejor con Tocino escribió cuatro libros: The New Complete Coffee Book, The New Tea Book, Christmas Treats and Weekens with the Kids. Su editor en Chronicle Books sugirió el tocino como un tema de libro de cocina. La popularidad del tocino y su uso fue incrementando, pero Perry creía que la escasez de recetas haría la redacción del libro difícil. Recordando su afición por el jamón de miel al horno, combinó azúcar con tocino para crear platillos. Perry notó que el tocino se podía usar para añadir sazón en platillos, incluyendo ensaladas y pastas. Observó que el tocino incrementaba lo dulce y lo salado de la comida. Todo sabe mejor con Tocino fue publicado en inglés en formato paperback por Chronicle Books el 1º de mayo del 2002. El libro se vendió por un precio de $18. 95 dólares en su primera publicación.

## Resumen
Perry explicó sus sentimientos sobre el tocino en la introducción del libro, destacando que su aroma mientras cocinaba la ayudaba a empezar su día y proveerla de un sentimiento de calma. El inicio del libro proporciona antecedentes con la frase “bring home the bacon, introduce al lector a los tipos de tocino y describe los métodos de almacenamiento. El libro ofrece 70 recetas para platillos con sabor a tocino, en nueve capítulos organizados por título, incluyendo desayunos, vegetales, pastas, guarniciones, postres y aperitivos. Las recetas incluyen un sandwich de tocino usando otros ingredientes, una crujiente cobertura de tocino para helado, una mezcla de tocino para poner un toque crujiente a la fruta y una corteza de pastel que incorpora tocino. Los métodos se ofrecen para cocinar el tocino en una estufa, en un horno y sobre una parrilla para maximizar su sabor y apariencia. El libro está ilustrado con fotografías tomadas por Sheri Giblin.

## Recepción
Todo sabe mejor con Tocino fue bien recibido por los colaboradores y los críticos de comida. El ´´Chicago Tribune´´ reportó que se vendieron 30,000 copias en el primer mes. Janet F. Keeler del ´´St. Petersburg Times´´ comentó positivamente el título del libro. Ella notó que el trabajo estaba cubierto por críticas de comida, que incluían sus recetas en artículos sobre el tema. Keeler entrevistó a Fran McCullough, autor de The Best American Recipies 2003-2004, quien postuló que el Atkins diet (el cual enfatiza un mayor consumo de carne como parte de un bajo plan de carbohidratos) ayudó a incrementar la popularidad del uso del tocino. Ella lo clasificó como “el más único e interesante libro de cocina” publicado. Las fotografías de Giblin recibieron comentarios favorables de Cindy Hoedel de ´´The Kansas City Star´´. La crítica literaria de Dwight Garner de ´´The New York Times´´ incluyó el libro en una lista de los libros favoritos más recientes de cocina publicados. ´´The Arizona Daily Star´´ destacó el libro en su sección “Hot Reads”. Marty Meitus escribió para el ´´Rocky Mountain News´´ que el libro incrementó su apetito por los platillos de tocino. Meitus recomendó recetas de postres, incluyendo Hazelnut-Bacon Candy Crunch, galletas de crema de cacahuate con tocino quebradizo y manzanas y peras crujientes con cubierta de azúcar morena. Steve Smith, chef ejecutivo en Dixon´s Downtown Grill en Denver, fue inspirado por la receta de Perry de “Maple Sundae” y lo usó para crear su propio helado de macadamia y tocino crujiente. Escribiendo para el ´´Pittsburg Post-Gazette´´, Marlene Parrish le dio al libro una favorable opinión, destacándolo en su artículo “Favorite Cookbooks for 2002”. Escribió que disfrutó las recetas del libro. Otro artículo destacó recetas del libro, incluyendo Spaguetti alla Carbonara y ensalada Cobb, manzanas y peras crujientes con cubierta de azúcar morena y Tocino Brittle. En resumen concluyeron que el libro fue una buena idea comparado con otros libros de comida, aunque hacen nota de su falta de exhaustividad con el pequeño número de recetas totales incluidas. Michele Anna Jordan de ´´The Press Democrat´´ recomendó el trabajo de Perry.